# Hände hoch! (1967)
Hände hoch! ist ein polnischer Spielfilm aus dem Jahr 1967. Der Film war bis 1981 in Polen verboten. Autor Jerzy Skolimowski drehte nach der Freigabe des Films 1981 einen Prolog und einen neuen Abspann.

## Handlung

### Prolog
Während Jerzy Skolimowski neben Bruno Ganz eine Hauptrolle in Volker Schlöndorffs Die Fälschung spielt, erhält er die Nachricht, dass sein Film Hände hoch in Polen nach 14 Jahren die Möglichkeit erhält uraufgeführt zu werden. Die Dreharbeiten finden in Beirut statt und Skolimowski erzählt die Geschichte vom Verbot seines Films mit den Bildern der Ruinen, der vom Bürgerkrieg zerstörten Stadt. Der Wandel in seinem Heimatland Polen macht es Anfang 1981 plötzlich möglich, dass sein Film ohne einen Bürgerkrieg und ohne einen gewaltsamen Aufstand gezeigt werden kann. Seine Erinnerungen wandern zurück bis zum Warschauer Aufstand 1944 und kehren immer wieder zum entscheidenden Wendepunkt in seinem Leben zurück: das Gespräch über das Verbot seines Films im Zimmer 209 der Zensurbehörde in Warschau. Surreale Bilder wechseln ab mit Bildern von den Dreharbeiten mit Schlöndorff und Bildern von Demonstrationen in London für ein freies Polen. Neben Schlöndorff treten in diesem Film Bruno Ganz, Alan Bates, Jane Asher und David Essex auf.

### Hände hoch
Nach Jahren findet ein Treffen von Absolventen einer medizinischen Hochschule statt. Ein Arzt jedoch fehlt. Er schickt einen Brief, der während des Festbanketts verlesen wird. Es ist eine Einladung an die ehemaligen Kommilitonen, ihn in seinem Dorf besuchen zu kommen. Vier ehemalige Studenten folgen der Einladung. Sie verpassen jedoch den Personenzug und reisen in einem Güterwagen. Während der Reise reden sie über persönlichen Wünsche und Ideale, die sie einst den Beruf eines Arztes ergreifen ließ. Sie erinnern sich an die Studienzeit und erkennen, dass ihre Ambitionen sich nicht haben realisieren lassen. Ihr Selbstwert wird nur durch materialistische Dinge repräsentiert. Jeder erhält den Namen des Autos, das er fährt. Die Frau Alfa reist mit ihrem Ehemann Romeo. Ein erfolgreicher Arzt wird nun Opel Rekord gerufen, ein zweiter Wartburg und der Tierarzt Andrzej nennt sich Zastawa. Die vier haben eine gemeinsame zentrale Geschichte aus ihrer Studentenzeit. Sie hingen ein gigantisches Porträt von Stalin auf. Stalin hat auf diesem Bild jedoch zwei Paar Augen. Dies wurde als politische Provokation aufgefasst und die vier Studenten kamen vor Gericht. Lediglich Zastawa hatte den Mut sich der Konfrontation mit der Macht zu stellen und wird von der Universität verwiesen. Es kommt der Verdacht auf, dass Zastawa die Einladung an die ehemaligen Studenten verfasst hat. Am nächsten Morgen hält der Zug an der gleichen Stelle, wo sie abgefahren sind. Es stellt sich heraus, dass der Güterwagen nur rangiert wurde. Die Ärzte steigen in ihre Autos, die in Reih und Glied vor dem Güterwagen geparkt stehen.

### Abspann
Der Abspann zeigt die Protagonisten des Films, jedoch im Jahr 1981. Lediglich Bogumił Kobiela wird nur mit dem Rücken gezeigt. Der Schauspieler starb bei einem Autounfall 1969.

## Hintergrund
Hände hoch! war bis 1991 der letzte Film, den Jerzy Skolimowski in Polen gedreht hatte. Für den belgisch-französischen Film Der Start hatte er im gleichen Jahr den Goldenen Bären auf der Berlinale 1967 gewonnen. Nach dem Verbot des Films verließ er 1970 Polen. Der 1981 gedrehte Prolog zeigt, welchen Einfluss dieses Verbot auf den weiteren Verlauf seines Lebens gehabt hat. Der Film wurde mit diesem Prolog auf dem Polnischen Filmfestival 1981 uraufgeführt. Der Film kam jedoch erst 1985 in die polnischen Kinos, wurde jedoch in der Kinofassung ohne den Prolog gezeigt, da mittlerweile das Kriegsrecht über Polen verhängt worden war und der Prolog zu systemkritisch war.